# Doom 3
Doom 3, stilisiert als Doom³, ist das dritte Computerspiel der Doom-Reihe und wurde in den USA am 3. August 2004 veröffentlicht. Trotz großer Veränderungen in Gameplay und Grafik verbindet das Spiel die typischen Doom-Aspekte Horror und Action. Infolge der kontinuierlichen Erfolge der vorherigen Spiele von id Software entwickelte es sich zu einem mit großer Spannung erwarteten Spiel. Der Publisher Activision startete zum Erscheinungstermin nach eigenen Angaben die größte Auslieferung in der Geschichte von Activision Deutschland. Die PC-Version von Doom 3 und die Xbox-Version erhielten einen Metascore von 87 bzw. 88 von 100 Punkten.

## Spiel
Doom 3 umfasst 26 Level, die hauptsächlich in den düsteren Innenanlagen einer weitläufigen Forschungsbasis auf dem Mars spielen. Die Hölle und die ausgegrabenen Ruinen einer alten Mars-Zivilisation werden ebenfalls besucht. Zu Beginn des Spiels verfügt der Spieler noch über keine Waffen und macht sich durch Erkundungen und Gespräche mit Nicht-Spieler-Charakteren mit dem Szenario vertraut. Kurz bevor es zu den ersten Begegnungen mit Dämonen kommt, bekommt der Spieler eine Handfeuerwaffe. Im Verlauf des Spieles kommen weitere, stärkere Waffen hinzu. Der Spieler ist oft angehalten, eine Taschenlampe zu benutzen, kann dann aber nicht gleichzeitig seine Waffe schussbereit halten. Durch den Einsatz von geskripteten Angriffen und anderen Ereignissen (sogenannten Skriptsequenzen) soll der Spieler geängstigt und erschreckt werden.
Das aus dem Vorgänger Doom bekannte Schlüsselkarten-Suchen wurde abgewandelt: Jede Person, die auf der UAC-Basis gearbeitet hat, besitzt ein PDA mit verschiedenen Informationen. Der Spieler kann die darauf enthaltenen Daten auf seinen eigenen PDA übertragen, so auch Sicherheitscodes und -schlüssel. Zudem finden sich auf den PDAs geschriebene und gesprochene Nachrichten oder Videos, deren Ansehen und Anhören zur Spielatmosphäre und zur Entfaltung der Geschichte beitragen, da unter anderem Informationen zu verschiedenen Einrichtungen oder Waffen gegeben werden und über die E-Mails und Tagebucheinträge der unterschiedlichsten Personen ein Bild von den Vorgängen auf der Basis entsteht.
Im Mehrspieler-Modus hielt sich id an das erste Doom-Spiel aus dem Jahr 1993 und ließ nur vier Spieler pro Map zu. Da anfänglich keine Linux-Version und nur die geringe Anzahl von Spielern zugelassen war, gab es dazu Kritik aus der Spielergemeinschaft. Es ist im Mehrspieler-Modus auch nicht möglich, Bots (computersimulierte Spieler) hinzuzufügen.

## Handlung
Bei Doom 3 handelt es sich um eine Nacherzählung des ersten Teils. Die Hintergrundgeschichte wurde unter der Beteiligung des Science-Fiction-Autors Matthew J. Costello in einigen Punkten abgeändert und deutlich erweitert.
Doom 3 spielt im Jahr 2145 auf dem Mars. Hier hat die Union Aerospace Corporation (UAC) Forschungslabore eingerichtet und arbeitet an verschiedenen Projekten, unter anderem an der Entwicklung einer Teleportations-Technologie. Hierbei wurde eine andere Dimension entdeckt, die von den Wissenschaftlern bald nur noch als Hölle bezeichnet wird. Die Marsbasis gerät in einen Ausnahmezustand, als Dämonen die Anlagen infiltrieren und Menschen töten oder in Zombies und groteske dämonische Kreaturen verwandeln. In der Rolle eines neu stationierten Soldaten schlägt sich der Spieler weitgehend alleine durch und erfährt im Verlauf des Spieles viel über die Forschungsprojekte der UAC, die Höllendimension und auch über eine alte marsianische Kultur, die sich ebenfalls mit den Dämonen auseinandersetzen musste und zu diesem Zweck eine geheimnisvolle magische Waffe entwickelte.

## Entwicklung
Die Entwicklung des Spiels begann am 1. Juni 2000 und dauerte vier Jahre. Die Spielgrafik wurde im Jahr 2001 vorgestellt. Nach einer öffentlichen Präsentation auf der Spielemesse E3 im Jahr 2002 wurden die gezeigten Inhalte geleakt und im Internet verbreitet. Dabei handelte es sich um eine Alpha-Version des Spiels, die die drei auf der Messe präsentierten Level enthielt. Diese komplett spielbaren Level befinden sich nicht oder nur in Segmenten in der finalen Release-Version. Am 14. Juli 2004 wurde das Spiel von id Software fertiggestellt.

### Engine
Das Spiel war das erste auf dem Markt, das Licht- und Schatteneffekte mit Per-Pixel-Lighting für Objekte in einem einheitlichen Modell in Echtzeit berechnet. Zwar hat ein durchschnittliches Charaktermodell in der Doom-3-Engine („id Tech 4“) keine wesentlich höhere Polygonanzahl als in der Vorgängerin, der Quake-III-Engine, jedoch wurden für die Normal Maps der Figuren hochdetaillierte Modelle mit bis zu einer Million Polygonen verwendet. Auch bei den Umgebungstexturen kam dieses Prinzip zur Anwendung.
Die Doom-3-Engine gilt innerhalb von id Software als vollständig neu entwickelt und stammt unter anderem von John Carmack. Alle anderen Spiele von id Software seit 1996 basierten im Kern noch auf dem Code des ersten Quake-Teils. Bei Doom 3 wurde die Programmiersprache C++ verwendet.
Technische Neuheiten (im Vergleich zur Quake-III-Engine):
- Verwendung von Normal Maps zur pixelgenauen Berechnung des Lichteinfalls
- dynamische Lichteffekte/Schattenwürfe
- realistische Objekte nach physikalischen Modellen
- Multikanal-Sound
- höhere Polygonzahlen
- hochauflösendere Texturen
- Einbindung eines flexiblen GUI-Systems in die Spielwelt
- polygonbasierende Kollisionsabfrage

Der Quellcode der Engine wurde am 22. November 2011 unter der GPL veröffentlicht.
Anfang August 2006 gab Todd Hollenshead (Geschäftsführer von id Software) bekannt, dass bereits an einem Nachfolger der Doom-3-Engine gearbeitet werde.

### Die Gegner-KI
Der Großteil der Gegner-Angriffe wird in Doom 3 mithilfe von Triggern realisiert: Wenn der Spieler einen bestimmten Bereich betritt, wird ein Trigger ausgelöst, und die Monster kommen aus Verstecken hervor oder teleportieren in den Raum, um direkt auf den Spieler loszustürmen. Lediglich die menschenähnlicheren Gegner wie die „Commandos“ und „Z-Secs“ nutzen die Umgebung zur Deckung. Auf diese Weise werden zahlreiche Schockmomente für den Spieler inszeniert.

## Veröffentlichung
Die Xbox-Version von Doom 3 enthält einige Veränderungen verglichen zur PC-Version. Die Level wurden auf der Konsole gekürzt und auf einige Soundeffekte wurde verzichtet. Die Xbox-Version enthält circa 15 Stunden Spielzeit, die PC-Version ca. 23 Stunden.
In Deutschland erschien das Spiel am 13. August 2004 auf drei CDs in der ungekürzten englischen Originalversion mit deutschem Handbuch. Doom 3 wurde als erster Ego-Shooter von id Software in Deutschland nicht indiziert: Das Spiel ist ab 18 Jahren freigegeben und ist für Linux, macOS, Windows und Xbox erschienen.
Am 19. Oktober 2012 veröffentlichte Bethesda Softworks Doom 3: BFG Edition als grafisch überarbeitete Neuauflage von Doom 3 mit einer mehrsprachigen Tonspur für PlayStation 3, Xbox 360 und PC, kurz darauf auch für Linux und BSD. Neben dem Originalspiel sind die Erweiterung Resurrection of Evil und die neue Einzelspieler-Kampagne The Lost Mission enthalten. Ein weiterer Zusatz sind Versionen der Vorläuferspiele Ultimate Doom und Doom 2: Hell on Earth, die für die Kompatibilität mit aktuellen Systemen geringfügig überarbeitet wurden. Am 4. Juli 2015 wurde eine angepasste Version der BFG Edition für Nvidia Shield veröffentlicht.
Am 26. Juli 2019 erschien die Neuauflage, jedoch ohne den Untertitel BFG Edition, auch für Nintendo Switch, Xbox One und PlayStation 4. Für die Portierung zeichnete das Studio Panic Button verantwortlich.
Am 29. März 2021 folgte mit der Doom 3: VR Edition eine VR-Version von Doom 3 für PlayStation VR.

## Doom 3: Resurrection of Evil
Doom 3: Resurrection of Evil ist eine Erweiterung zur PC-Version von Doom 3 bzw. eine Standalone-Version für die Xbox. Für die Entwicklung wurde Nerve Software engagiert. Es erhielt im Gegensatz zur Vollversion von der Unterhaltungssoftware Selbstkontrolle keine Freigabe und wurde in Deutschland nicht veröffentlicht.
Der Einzelspieler-Teil spielt zeitlich etwa zwei Jahre nach Doom 3, wieder auf dem Mars. Er umspannt zwölf neue Level und enthält acht neue Monster. Neue Waffen sind der Grabber, mit dem Gegenstände und gegnerische Projektile aufgenommen und geschleudert werden können, sowie die aus Doom II bekannte doppelläufige Schrotflinte.
Der Mehrspieler-Teil wurde erweitert: Im Gegensatz zu Doom 3 finden bei Resurrection of Evil bis zu acht Spieler in den acht neuen Maps Platz. Als neuer Spielmodus wurde Capture the Flag hinzugefügt. Die Mehrspieler-Komponente wurde von Threewave Software entwickelt, die bereits für Quake Maps entwickelt haben. Doch schon vorher kam das Aus für das Spiel in der CPL. Wegen anfangs unzureichender Linux-Server-Unterstützung wechselten viele Spieler zu Painkiller.
Im Mai 2005 wurde Doom 3: Resurrection of Evil durch die Bundesprüfstelle für jugendgefährdende Medien indiziert. Die Indizierung wurde im September 2019 vorzeitig aufgehoben.

## Rezeption
Metacritic aggregierte 83 Bewertungen der PC-Version zu 87 von 100 Punkten. Auf der Vertriebsplattform Steam fielen die mehr als 6000 Benutzerbewertungen insgesamt „Sehr positiv“ aus.

„[...] meine Technikansprüche übertraf Doom 3. Ich bekam den Eindruck, ein besonderes Werk vor mir zu haben. [...] Doch abseits der Technik hinterlässt das erste Remake der Reihe eher kleine Fußstapfen - gerade im Vergleich zu den wegbereitenden ersten beiden Teilen.“

„Trotz oder gerade wegen der dominierenden Dunkelheit ist die Grafik von Doom 3 einfach atemberaubend. Wenn Sie einem verängstigten Forscher folgen, der Ihnen mit einer schwachen Lampe den Weg durch finsteres und monsterverseuchtes Terrain weist, stellen sich Ihnen die Nackenhaare auf -- vor Grusel und Verzückung.“

„Doom 3 ist die Reinkarnation des indizierten ersten Teils der Kult-Serie von id Software. Der Horror-Shooter beginnt in bester Half-Life-Manier schön ruhig, nur um kurz darauf die Hölle über euch hereinbrechen zu lassen. Mit phänomenaler Grafik und einer enorm beklemmenden Sound-Kulisse schüren die Entwickler eine der besten jemals geschaffenen virtuellen Horror-Atmosphären überhaupt. Doom 3 gleicht, vor allem in der Anfangsphase, einer Geisterbahnfahrt der Extraklasse.“

### Romane
Matthew Costello, der für Doom 3 die Hintergrundgeschichte schrieb, veröffentlichte 2008 seinen Roman Doom 3: Brennende Welten, wo er basierend auf dem Spiel einige neue Elemente in die Handlung einfließen ließ. Der Roman umfasst nur einen kleinen Teil des Spiels.
Der zweite Teil Doom 3: Maelstrom erschien 2009 nur auf Englisch und führte die Geschichte nahtlos fort. Einige neue Charaktere wurden eingeführt und der Protagonist war im Gegensatz zum Spiel nicht mehr alleine unterwegs.